# Marquesat de Sant Antoni
El Marquesat de Sant Antoni va ser un títol nobiliari pontifici creat l'11 d'octubre de 1905 pel Papa Pius X a favor de Narcís Sicars i Salvadó, i autoritzat el seu ús a Espanya per Reial Autorització de data 24 d'agost de 1914 concedida pel rei Alfons XIII.
Narcís Sicars i Salvadó fou Doctor en Dret i en Filosofia i Lletres per la Universitat de Barcelona; escriptor i traductor; publicista.
Va adaptar al català obres de teatre franceses, com ≪Por!≫, del dramaturg Felix Duquesnel, estrenada en el Teatre Principal de Barcelona en 1907; i ≪Fugir del foch…≫, estrenada al Teatre Principal de Barcelona en 1908.
Membre del Consell d'Administració de la Caixa de Barcelona.
Fill i net de destacats carlistes:
El seu pare era Emili Sicars i de Palau (1841-1913), diputat a Corts en el període 1871-1872 per la circumscripció de Girona en representació de la Comunió Catòlico-Monàrquica. Candidat carlista en les eleccions generals de 1872 i 1891 per Girona. Senador del Regne entre 1907-1910 per la circumscripció de Barcelona en la coalició Solidaritat Catalana.
El seu avi era Narcís Sicars i Lligoña (1801-1877), Alcalde de Girona en 1841, i diputat a Corts per Girona en dues ocasions: en 1840 i en el període 1844-1846. Doctor en Dret per la Universitat d'Osca. President de la Sala dels jutjats de la província de Girona.

## Marquesos de Sant Antoni
|                               | Titular                       | Període                       |
| Creat en 1905 pel Papa Pius X | Creat en 1905 pel Papa Pius X | Creat en 1905 pel Papa Pius X |
| ----------------------------- | ----------------------------- | ----------------------------- |
| I                             | Narcís Sicars i Salvadó       | 1905-1918                     |

## Història dels marquesos de Sant Antoni
- Narcís Sicars i Salvadó (†1918), I marquès de San Antonio

1. Casat en 1909 amb María del Rosario Schwart y Nanot (†1968).[11] Narcís Sicars va morir pocs anys després, en 1918. No van tenir descendència. La seva vídua va casar en segones nupcias amb Juan Fort i Galcerán, amb qui va tenir dos fills: Juan (casat amb Monique Fonthier Brasseur) i Enrique (casat amb María Luisa Rocamora Llusá).y.

Extingit.

## Marquesat de San Antonio del s.XVIII
En el s.XVIII va haver-hi un altre títol d'igual denominació: Marquesat de San Antonio, títol espanyol creat en 1755 pel rei Carles III i transmès el 12 de març de 1833 amb facultat Reial per Manuel Bustamente a favor d'Antonio Ponce de León i Maroto, amb nova denominació: Marquesat d'Aguas Claras.